# Miro Vuksanović
Œuvres principales
- Točilo (2001)
- Semolj zemlja (2005)

Compléments
- Ancien étudiant de la Faculté de philologie de l'université de Belgrade
- Décoré de l'Ordre du Travail
- Membre de l'Académie serbe des sciences et des arts

Miro Vuksanović (en serbe cyrillique : Миро Вуксановић ; né le 4 mai 1944 à Krnja Jela) est un écrivain serbo-monténégrin. Il est membre de l'Académie serbe des sciences et des arts et membre de la section de Novi Sad de l'Académie serbe des sciences et des arts.

## Biographie
Miro Vuksanović est né le 4 mai 1944 à Krnja Jela près de Šavnik, aujourd'hui au Monténégro ; il est originaire d'une famille de paysans. Il termine ses études élémentaires dans son village natal, commence ses études secondaires à Boan et les termine à Nikšić. Il suit alors pendant un an les cours de la Faculté de génie électrique de l'université de Belgrade puis ceux de la Faculté de philologie de la capitale, où il obtient un diplôme de littérature yougoslave et de littérature générale en 1969.
Il effectue son service militaire à Dubrovnik puis, en 1970, il enseigne la langue et la littérature serbe au Centre scolaire technique de Sombor dont il devient directeur adjoint. En 1975, il est élu directeur de la Bibliothèque municipale de Sombor, poste qu'il occupe jusqu'en 1988 ; il engage la bibliothèque dans le domaine de l'édition. Il est rédacteur en chef de la revue Dometi, qui publie des numéros sur Vuk Stefanović Karadžić, Veljko Petrović, Petar Konjović et Milan Konjović. Pour son travail de bibliothécaire, il est décoré de l'Ordre du Travail.
En 1988, Miro Vuksanović devient directeur de la Bibliothèque de la Matica srpska, la plus ancienne bibliothèque du peuple serbe. Sous son impulsion, une nouvelle salle de lecture est ouverte pour la consultation des livres rares et des publications scientifiques. Une application informatique est mise en place, qui, avec plus d'un million de références, constitue le plus grand catalogue électronique de Serbie et constitue la base de la bibliothèque numérique du pays. Parallèlement, il favorise les échanges de publications avec plus de cinquante pays (bibliothèques nationales, académies des sciences, centres de slavistique, etc.) et développe l'atelier de restauration et de conservation des ouvrages. Il fait également construire la nouvelle aile de la bibliothèque.
Le 15 mai 2004, il est élu vice-président de la Matica srpska ; en 2007, il crée et dirige les Éditions de la Matica (Edicija Matica), destinée à publier des auteurs serbes contemporains, et, en 2008, il devient le premier rédacteur en chef du Centre d'édition de la Matica srpska (Izdavački centar Matice srpske) et le premier rédacteur en chef de l'« Édition anthologique Dix siècles de littérature serbe » (Antologijska edicija Deset vekova srpske književnosti), dont le premier volume est sorti en 2010,. Il est notamment à l'initiative de la création du prix Sreten Marić, décerné au meilleur essai de l'année.
Miro Vuksanović écrit lui-même depuis 1975.
En 2009, il est devenu membre correspondant de l'Académie serbe des sciences et des arts et, en 2015, membre titulaire de cette académie.

## Œuvres
Romans
- Kletva Peka Perkova, Matica srpska, Novi Sad, 1977.
- Gradišta, Književna zajednica Novog Sada, 1989.
- Daleko bilo, Matica srpska, Novi Sad, 1995.
- Semolj gora, Prosveta, Belgrade, 2000.
- Točilo, Narodna knjiga, Belgrade, 2001.
- Kućni krug, Stylos, Novi Sad, 2003.
- Semolj zemlja, Filip Višnjić, Belgrade, 2005.

Nouvelles
- Gorske oči, Narodna biblioteka, Sombor, 1982.
- Nemušti jezik, M. Vuksanović, Sombor, 1984.
- Vučji tragovi, Književna zajednica Novog Sada, Novi Sad, 1987.

Poèmes
- Moračnik, 1994.
- Tamooni, 1992.

## Récompenses
- Prix Vuk, pour sa contribution globale à la culture, 2004.
- Prix Milorad Panić Surep, pour son travail en tant que bibliothécaire.
- Prix d'octobre de la ville de Sombor, 1986.
- Prix Politika, pour ses nouvelles, 1975.
- Prix Miroslavljevo jevanđelje, pour le meilleur livre en prose en Yougoslavie.
- Prix Vuk, 2002.
- Prix du Livre de l'année de la Société des écrivains de Voïvodine, 2001.
- Prix Svetozar Ćorović, 2002.
- Prix Laza Kostić, 2005.
- Prix NIN, 2005.
- Prix Meša Selimović, 2005.